# Большая жерлянка
Большая жерлянка (лат. Bombina maxima) — вид бесхвостых земноводных из семейства жерлянок.

## Внешний вид и строение
Большая жерлянка — самый крупный вид жерлянок. Их максимальный размер до 7,5 сантиметра. Самцы крупнее самок. Сверху большая жерлянка немного похожа на европейскую желтобрюхую жерлянку, так как она также серовато-коричневого цвета и густо покрыта выростами. Однако бородавки крупнее, и животные иногда больше напоминают жабу с околоушными железами.

## Распространение и среда обитания
Большая жерлянка — эндемик южно-китайских провинций Сычуань, Юньнань и Гуйчжоу. Она обитает на высотах от 2000 до 3300 метров на уровнем моря и до сих пор считается там относительно распространенным видом земноводных. Местами обитания являются болота, водно-болотные угодья, сельскохозяйственные угодья, пруды, каналы и канавы в горных районах, в которых большая жерлянка, как и все виды рода Bombina, ведет полуводный образ жизни.

## Образ жизни
После зимовки большие жерлянки размножаются в водной среде с начала мая до начала июня. Половой зрелости самцы и самки достигают в два года, самцы живут до шести лет, самки — до пяти лет.

## Систематика и таксономия
До первого описания в 1905 году были известны три вида рода Bombinator. К великому удивлению и восторгу Буленджера, как писал он сам, небольшая партия земноводных, собранная Джоном Грэмом близ Юньнани и только что полученная Британским музеем, содержала три экземпляра ранее неизвестного вида этого рода. Буленджер предложил название Bombinator maximus для нового вида, который был поразительно большим и значительно расширил известный ареал рода. Первое описание было опубликовано в 1905 году в The Annals and Magazine of Natural History, под заголовком «Description of a new Batrachian of the Genus Bombinator from Yuan». Однако ещё в 1816 году Лоренц Окен использовал название Bombina для вида из этого рода в своем учебнике естествознания. Оно заменило название Bombinator с 1907 года, и с тех пор большую жерлянку стали называть Bombina maxima, хотя название Bombinator продолжало использоваться до 1950-х годов.
Некоторые авторы считали близкие виды рода подвидами большой жерлянки (Bombina maxima) из-за небольшой генетической дистанции. Согласно этой точке зрения, он включает три подвида:
- Bombina maxima maxima — Большая жерлянка
- Bombina maxima fortinuptialis — Шипогрудая жерлянка
- Bombina maxima microdeladigitora — Южнокитайская жерлянка